# Các nghị quyết của tiểu bang Kentucky và Virginia
Nghị quyết Kentucky và Virginia (hay Các nghị quyết) là các bản tuyên bố chính trị quan trọng ủng hộ các quyền của các tiểu bang. Chúng được bí mật soạn thảo bởi phó tổng thống Thomas Jefferson và James Madison (khi ấy đang nghỉ hưu) vào năm 1798. Các nghị quyết này được hai tiểu bang Kentucky và Virginia thông qua vì chúng đối lập với Đạo Luật Ngoại Kiều Và Phản Loạn (Alien and Sedition Acts). Dù hai nghị quyết này luôn được đề cập là một cặp trong các thảo luận lịch sử thời hiện đại, nhưng chúng thực sự là hai tài liệu riêng biệt. Nghị quyết Kentucky được biên soạn bởi Jefferson và được nghị viện lập pháp tiểu bang này thông qua vào ngày 16 tháng 11 năm 1798, với một nghị quyết nữa được thông qua trong năm sau vào ngày 3 tháng 12 năm 1799. Nghị quyết Virginia được Madison soạn thảo và được nghị viện lập pháp tiểu bang thông qua vào ngày 24 tháng 12 năm 1798. Jefferson và Madison cộng tác với nhau để viết hai văn bản này nhưng người ta không được biết ai là tác giả của chúng trong nhiều năm trời. Các nghị quyết này công kích Đạo luật trái ngược - một đạo luật mở rộng quyền của chính quyền liên bang vào các công việc riêng rẽ của các tiểu bang. Hai nghị quyết trên tuyên bố rằng Hiến pháp là một "khế ước." - có nghĩa rằng nó là một thỏa thuận giữa các tiểu bang. Chính quyền liên bang không có quyền thực thi quyền lực không được quy định giao phó rõ ràng cho mình; nếu chính quyền liên bang nắm lấy những quyền lực ấy, các hành vi của chính quyền liên bang sẽ bị vô hiệu. Do đó, các tiểu bang có quyền quyết định tính hợp hiến của các luật để được Quốc hội thông qua.
Hai nghị quyết này được trình lên các tiểu bang để được phê chuẩn nhưng không thu lại thành công. Ở tiểu bang New Hampshire, báo chí đã gọi chúng là các mối đe dọa quân sự và đã bắn trả lại các điềm xấu của nội chiến.